# NGC 904
NGC 904 est une galaxie elliptique située dans la constellation du Bélier. NGC 904 a été découverte par l'astronome français Édouard Stephan en 1884.

## Caractéristiques
Sa vitesse par rapport au fond diffus cosmologique est de 5 166 ± 35 km/s, ce qui correspond à une distance de Hubble de 76,2 ± 5,4 Mpc (∼249 millions d'al).